# 諾里奇教區
聖公會諾里奇教區（英語：Diocese of Norwich）是英格蘭教會坎特伯雷教省下面的一個教區。始於630年，當時教座位於鄧尼奇。1070年遷至諾里奇至今。
轄區包括傳統上諾福克郡大烏茲河以東的地區，以及薩福克郡洛興蘭地區，座堂是諾里奇座堂，現任主教為格雷厄姆·雅各伯。下分兩個副主教區、三個會吏長區及廿一個會吏區，管理563個堂區。